# My favorite things
My favorite things er en film instrueret af Jon Miche efter eget manuskript.

## Handling
Er det postindustrielle menneske blevet et viljeløst depot for markedsføringens hurtige slogans og massive indsats for at skabe den totale forbruger? Besidder mennesket stadig en kerne af integritet? My favorite things giver svar ved at lade 19 personer fortælle om objekter, der har betydning for dem.